# Psiquiatria transcultural
Psiquiatria Transcultural é um ramo da Psiquiatria que lida com manifestações psiquiátricas nas diferentes culturas e utiliza disciplinas como psiquiatria epidemiológica, antropologia médica e psicologia transcultural para o entendimento destas manifestações.